# Mesures physiques et informatique
Dans de nombreux lycées français, « Mesures physiques et informatique » (MPI en abrégé) est un ancien enseignement de détermination de la classe de seconde générale et technologique. C'était l'enseignement de détermination scientifique le plus souvent proposé par les lycées et le plus choisi par les élèves.
Mis en place à la rentrée 2001, il disparaît à la rentrée 2010 avec la réforme du lycée. Ensuite, c'est « Méthodes et pratiques scientifiques » (MPS en abrégé) qui constitue l'enseignement d'exploration scientifique majoritairement proposé et choisi par les élèves. Cet EDE est supprimé en 2019 par la réforme du lycée général et technologique.

## Programme[2]
- Mesures
- Physique analogique
- Physique numérique
- Informatique
- Culture scientifique et technique
- Partie thématique (mini-projet)

## Organisation

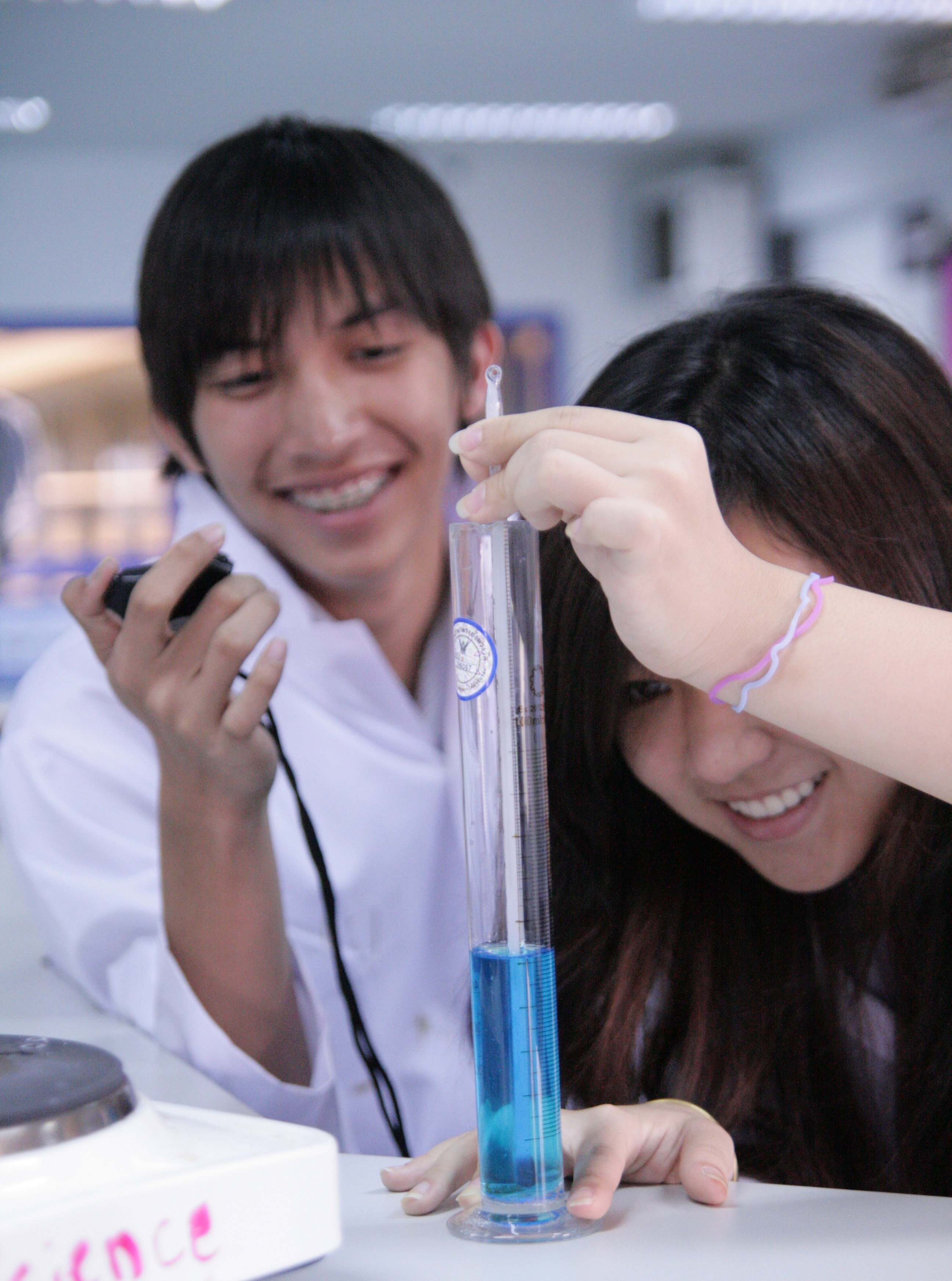
Exemple d'expérience menée par des élèves dans une salle de TP (ici, la détermination de la masse volumique d'un liquide inconnu à une température donnée).

Cet enseignement était destiné principalement aux élèves désireux de poursuivre des études scientifiques (en vue de préparer un baccalauréat scientifique le plus souvent). Au travers de séances expérimentales de 3 h hebdomadaires, il permettait aux élèves d'acquérir une démarche scientifique par des situations de recherche et de résolution de problèmes avec l'acquisition d'une solide culture scientifique.
Pour faciliter la mise en œuvre des activités et conformément aux programmes, l'enseignement avait lieu en effectif réduit (demi-classe : 16 à 18 élèves) dans une salle de TP (travaux pratiques) équipée d'ordinateurs. C'était généralement un enseignant de SPC (sciences physiques et chimiques) ou, plus rarement, de SPA (sciences physiques appliquées) qui assurait cette charge d'enseignement.
Comme tout enseignement de détermination, il n'était pas obligatoire de suivre cet enseignement pour accéder à la filière scientifique (S), mais l'expérience a montré qu'elle donnait une large avance en matière expérimentale pour les classes de première scientifique et de terminale scientifique.

## Contestations
De manière implicite, cet enseignement de détermination permettait de constituer des classes élitistes pour de futurs scientifiques, car les demandes étaient bien souvent supérieures à l'offre proposée dans les établissements. Ainsi, certains élèves (et leurs parents) faisaient le choix de cet enseignement uniquement pour se retrouver dans « une bonne classe » avec une ambiance de travail et une émulation positives.
La fin de cet enseignement associée à la réforme des lycées a induit la disparition (quasi) complète de l'enseignement des notions d'électricité pour un bachelier titulaire du baccalauréat scientifique à partir de la session 2013 (première génération issue de la réforme des lycées). Cela n'est pas sans poser de problèmes pour des candidats à des formations post-bac où les notions d'électricité prédominent (école d'ingénieurs et institut universitaire de technologie (IUT) en électronique et en électrotechnique en particulier).

## Sources
1. ↑  Repères et références statistiques : Ministère de l'Education Nationale
2. ↑   BOEN : Bulletin Officiel de l'Education Nationale - Hors Série du 31 août 2000. Cf. Annexe 2 - Partie C.
3. ↑  BOEN : Bulletin Officiel de l'Éducation Nationale - Hors Série du 31 août 2000. Cf. Annexe 1.
4. ↑  BOEN : Bulletin Officiel de l'Éducation Nationale - Hors Série du 31 août 2000. Cf. Annexe 2 - Parties A et B.
5. ↑  BOEN : Bulletin Officiel de l'Education Nationale - N°21 du 27 mai 1999. Cf. Partie I
6. ↑  Rapport de l'IGEN : Inspection Générale de l'Éducation Nationale. Cf. Annexe VII
7. ↑  Rapport d'analyse et d'observation dans un lycée difficile de Seine-Saint-Denis : Projet 93 Sciences dans le cadre de la MAPIE (Mission Académique pour la Pédagogie et l'Innovation Expérimentale) de l'académie de Créteil